# Австралийски жаби
Австралийските жаби (Myobatrachidae) са семейство земноводни от разред Безопашати земноводни (Anura).
Таксонът е описан за пръв път от Херман Шлегел през 1850 година.

## Родове
- Anstisia
- Arenophryne
- Assa
- Crinia – Кринии
- Geocrinia
- Metacrinia
- Mixophyes
- Myobatrachus - Костенуркови жаби
- Paracrinia
- Pseudophryne
- †Rheobatrachus – Птицечовкови жаби
- Spicospina
- Taudactylus
- Uperoleia